# Chanza

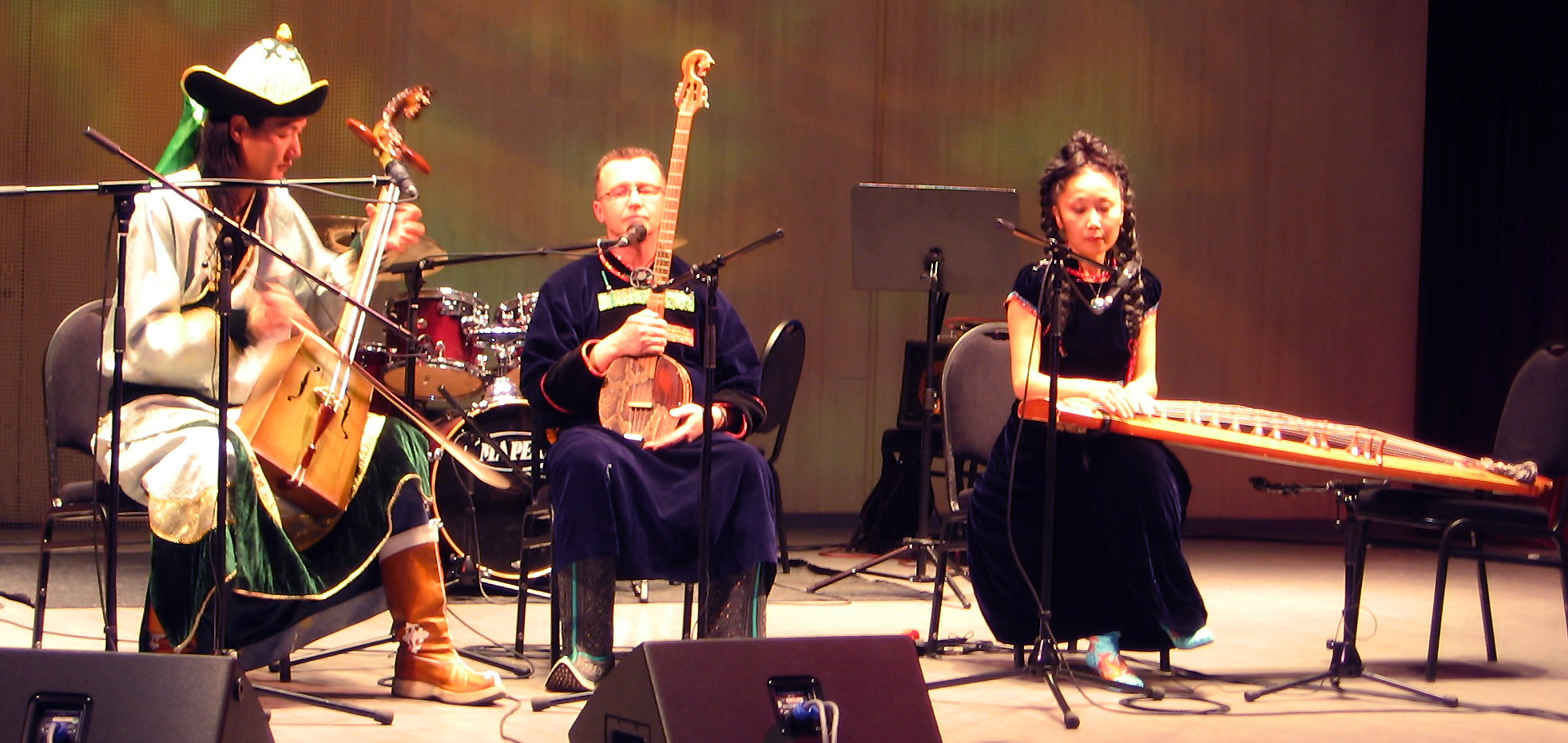
chanza au milieu

Le chanza (mongol : ᠴᠠᠨᠵᠠ, mongol cyrillique : шанз et шудрага, chanz ; bouriate : шаанза, shaanza ; touvain : Чанзь, Chanzi) est un Instrument à cordes pincées utilisée dans des régions de culture mongole, dont au moins la Mongolie, la Mongolie-intérieure, la Bouriatie, Tuva.
Il est composé d'une caisse de reconnaissance, généralement couverte de peau de reptile, d'un manche dont l'extrémité, se termine, comme pour le morin khuur ou l'igil, par une forme de tête de cheval, et comporte trois cordes. Il rappelle dans sa sonorité le son du Sanxian ou du sanshin, comportant également tous deux des peaux de serpent, ou encore du shamisen (ou trois cordes parfumées), relativement similaire et probablement inspiré du chanza.